# Лейк-Лілано (Мічиган)
Лейк-Лілано (англ. Lake Leelanau) — переписна місцевість (CDP) в США, в окрузі Лілано штату Мічиган. Населення — 229 осіб (2020).

## Географія
Лейк-Лілано розташований за координатами 44°58′51″ пн. ш. 85°42′59″ зх. д. / 44.98083° пн. ш. 85.71639° зх. д. (44.980738, -85.716390).  За даними Бюро перепису населення США в 2010 році переписна місцевість мала площу 0,67 км², з яких 0,66 км² — суходіл та 0,01 км² — водойми. В 2017 році площа становила 0,73 км², з яких 0,66 км² — суходіл та 0,07 км² — водойми.

## Демографія
Згідно з переписом 2010 року, у переписній місцевості мешкали 253 особи в 99 домогосподарствах у складі 59 родин. Густота населення становила 377 осіб/км².  Було 119 помешкань (177/км²).
Расовий склад населення:
| - 83,0 % — білих - 10,7 % — корінних американців - 3,2 % — азіатів - 0,4 % — чорних або афроамериканців - 1,2 % — осіб інших рас |

До двох чи більше рас належало 1,6 %. Частка іспаномовних становила 10,7 % від усіх жителів.
За віковим діапазоном населення розподілялося таким чином: 25,3 % — особи молодші 18 років, 62,1 % — особи у віці 18—64 років, 12,6 % — особи у віці 65 років та старші. Медіана віку мешканця становила 36,5 року. На 100 осіб жіночої статі у переписній місцевості припадало 82,0 чоловіків;  на 100 жінок у віці від 18 років та старших — 87,1 чоловіків також старших 18 років.
Середній дохід на одне домашнє господарство  становив 42 857 доларів США (медіана — 36 667), а середній дохід на одну сім'ю — 50 054 долари (медіана — 48 542). 
Цивільне працевлаштоване населення становило 96 осіб. Основні галузі зайнятості: освіта, охорона здоров'я та соціальна допомога — 20,8 %, мистецтво, розваги та відпочинок — 17,7 %, роздрібна торгівля — 14,6 %, сільське господарство, лісництво, риболовля — 14,6 %.